# Менин, Изабелла
Изабелла Менин (порт. Isabella Menin; род. 2 июня 1996, Марилия, Сан-Паулу) — бразильская модель и королева красоты, получившая титул Мисс Гранд Интернешнл 2022. Стала первой бразильской женщиной, выигравшей конкурс Мисс Гранд Интернешнл.

## Личная жизнь
Имеет бразильское и итальянское происхождение. Родилась в семье бизнесмена в Марилии, городе на западе штата Сан-Паулу. Её мать, Адриана Новаес, в прошлом была победительницей конкурса мисс Марилия и кандидатом на многих международных конкурсах. Также является правнучкой бизнесмена Ласаро Рамоса Новаеса и внучкой Альфредо Новаеса, участвовавших в начале индустриализации Марилии.
В 2015—2016 годах изучала экономику бизнеса и программу управленческой экономики в шестом классе независимой школы Девид Гейм-колледж, в начале 2019 года с отличием получила степень бакалавра экономики Вестминстерского университета и получила степень магистра финансов в Университетском колледже Лондона в 2020 году. Прежде чем принять участие в конкурсе «Мисс Гранд Бразилия» в 2022 году, она работала моделью и планировщиком в Thomson Tyndall, частной фирме по финансовому планированию и управлению инвестициями в Великобритании.
Также учредила благотворительную организацию Beyond Project, которая поддерживает ассоциации людей с ограниченными возможностями в Бразилии.

## Конкурсы красоты

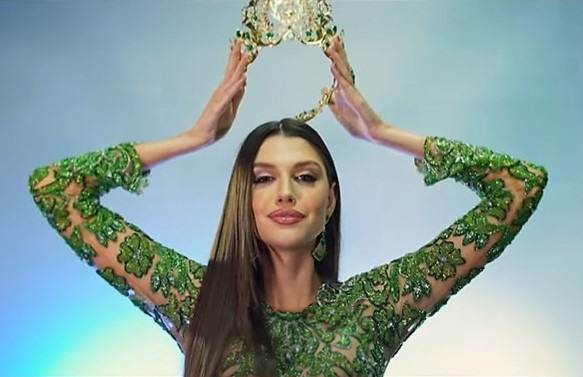
Мисс Гранд Бразилия в 2022 году.

Поскольку выросла в семье, где женщины участвовали в конкурсах красоты (её мать, бабушка и прабабушка ранее побеждали в конкурсах красоты), она также стала участвовать в конкурсе красоты с возраста трёх лет при поддержке своей матери и выиграла несколько титулов мини-мисс, в том числе «Мисс Гояс», «Мисс студентка Марилии», «Мисс подросток Марилии» и «Мисс подросток Сан-Паулу», а также международный титул «Мисс тин интернешнл» в 2013 году.
Представляла Альто Кафезал на конкурсе Мисс Гранд Бразилия 2022, соревновалась с 30 другими кандидатами и выиграл национальный титул. Затем представляла страну на конкурсе Мисс Гранд Интернешнл 2022, а также выиграла конкурс, который состоялся 25 октября 2022 года в Международном конференц-центре Sentul на Западной Яве (Индонезия), когда её короновала уходящая обладательница титула Мисс Гранд Интернешнл 2021 года Нгуен Тхук Туй Тьен из Вьетнама. Также является первой обладательницей титула из Бразилии, выигравшей крупный международный конкурс красоты после Ларисы Рамос, ставшей последней бразильской участницей, выигравшей титул Мисс Земля 2009.